# لس آسپین
لزلی آسپین جونیور (.Leslie Aspin Jr)‏ (۲۱ ژوئیه ۱۹۳۸–۲۱ می ۱۹۹۵)، از سیاستمدارن آمریکایی عضو حزب دموکرات بود که طی سال‌های ۱۹۷۱ تا ۱۹۹۳ نمایندگی ناحیه یک ویسکانسین را در مجلس بر عهده داشت و همچنین در زمان ریاست‌جمهوری بیل کلینتون از سال ۱۹۹۳ تا ۱۹۹۴ به عنوان هیجدهمین وزیر دفاع ایالات متحده خدمت کرد.
آسپین در کنگره به عنوان فردی روشنفکر شناخته می‌شد که در رابطه با مسائل حساس، موضعی میانه اتخاذ می‌کرد. او در موضوع موشک‌های MX و کمک به شورشیان نیکاراگوئه حامی دولت ریگان بود ولی در خصوص بمب افکن‌های B-2 و ابتکار دفاع استراتژیک موضع مخالف داشت. وی در متقاعد ساختن مجلس نمایندگان در راستای تصویب قطعنامه ۱۹۹۱ نقش کلیدی ایفا نمود؛ براساس این قطعنامه، رئیس‌جمهور جورج اچ. دبلیو. بوش مجاز به استفاده از نیروی نظامی علیه عراق، پس از حمله این کشور به کویت بود.
لز آسپین از سال ۱۹۹۳ تا ۱۹۹۴ وزیر جنگ آمریکا بود. او در طول دوران خدمتش با معضلات اجتماعی پیچیده‌ای همچون حضور نظامیان همجنسگرا، نظامیان زن و همچنین تصمیم‌گیری در خصوص موضوع مهمی چون استفاده از نیروی نظامی در سومالی، بوسنی و هائیتی مواجه شد. وی پس از پایان جنگ سرد پیشنهاد داد تا به منظور تعدیل نیروهای ارتش، بودجه نظامی کاهش یابد و ساختار نیروهای نظامی مورد بازنگری قرار گیرد. با این حال مرگ سربازان آمریکایی در سومالی که به دلیل عدم پشتیبانی نظامی مطلوب روی داد منجر به استعفای او شد.

## اوایل زندگی و تحصیلات
آسپین در شهر میلواکی ایالت ویسکانسین به دنیا آمد. او از دبیرستان شوروود فارغ‌التحصیل شد. به دانشگاه ییل رفت و در آنجا به عضویت انجمن برادری زتاپسی درآمد و در سال ۱۹۶۰به عنوان دانشجوی ممتاز با اخذ مدرک کارشناسی در رشته تاریخ از این دانشگاه فارغ‌التحصیل شد. سپس با دریافت بورس تحصیلی رودز وارد دانشگاه آکسفورد شد و در سال ۱۹۶۲ موفق به دریافت مدرک کارشناسی ارشد فلسفه اقتصاد از این دانشگاه گردید؛ وی در سال ۱۹۶۶ نیز مدرک دکترای خود را در رشته اقتصاد از انستیتوی فناوری ماساچوست اخذ نمود.
آسپین با همسرش، مورن شی، در خلال جنگ ویتنام در سایگون آشنا شد. در آن هنگام شی که در کالج هالینز تحصیل کرده بود، از طرف یک مؤسسه تحقیقاتی مشغول مصاحبه با کمونیست‌های پناهنده ویتنامی بود که یک دوست مشترک آن دو را به یکدیگر معرفی کرد. او پس از اتمام این پروژه عازم ویسکانسین شد تا در سال ۱۹۶۸ به آسپین که پیش از این از ورود به اداره خزانه‌داری این ایالت ناکام مانده بود، یاری برساند. این دو در اکتبر ۱۹۶۸ با یکدیگر نامزد کردند و در ژانویه ۱۶۹۶ در زادگاه شی یعنی هیلزدی واقع در نیویورک، مراسم ازدواج خود را برگزار نمودند. این زوج در سال ۱۹۷۹ از یکدیگر جدا شدند و فرزندی نیز نداشتند.
آسپین یک دوره کوتاه در کنگره به عنوان کارمند در خدمت سناتور ویلیام پروکسمیر بود. او که افسر ارتش آمریکا بود از سال ۱۹۶۶ تا ۱۹۶۸ و در دوره وزارت رابرت اس. مک‌نامارا در مقام وزیر دفاع، به عنوان تحلیلگر سیستم در اداره تحلیل سیستم‌های پنتاگون به کار مشغول شد. پیش از آنکه در سال ۱۹۷۰ از سوی دموکرات‌ها به کنگره راه یابد، از فعالان سیاسی ویسکانسین محسوب می‌شد و در دانشگاه مارکت نیز اقتصاد تدریس می‌کرد.

## کنگره آمریکا
آسپین در سال ۱۹۷۰ به عنوان نامزد طرفدار صلح و در مخالفت با جنگ ویتنام وارد عرصه رقابت‌های انتخاباتی شد. در دور مقدماتی انتخابات درون حزبی، او در برابر داگ لافولت که مورد حمایت حزب بود، قرار گرفت. در شمارش اولیه با اختلاف بسیار اندکی متحمل شکست خورد و در ابتدا حاضر نشد برای شمارش مجدد آراء شخصاً هزینه‌ای پرداخت کند. با این حال ادوین ام. اندرسون که سرپرستی کمپین انتخاباتی او را در شهرستان کنوشا بر عهده داشت موفق شد حمایت مالی تعدادی از حامیان آسپین را جلب کند و در نتیجه او با آن صرفه‌جویی افسانه‌ایش خواستار شمارش دوباره آراء شد و تنها با اختلاف چند ده رأی در دور مقدماتی به پیروزی رسید. وی در انتخابات عمومی موفق شد هنری شادبرگ، نماینده وقت ایالت در کنگره را شکست دهد.
بدین‌ترتیب آسپین به عنوان یکی از اعضای حزب دموکرات به نود و دومین دوره کنگره راه یافت و از ۳ ژانویه ۱۹۷۱ تا زمان کناره‌گیریش از این سمت در ۲۰ ژانویه ۱۹۹۳ به مدت یازده دوره در خدمت کنگره بود. وی هنگامی که وارد مجلس نمایندگان شد بی‌تجربه و کار نا آزموده بود ولی علایقش را به کار گرفت و توانست در حوزه مسائل دفاعی متخصص شود. او پیش از ورود به مجلس و در طول دوران خدمتش همواره مخالف حضور نظامی آمریکا در ویتنام بود.
در سال‌های نخست حضورش در کنگره اغلب در انتقاد از کاستی‌هایی که در نیروهای نظامی مشاهده می‌کرد به انتشار مطالبی در روزنامه‌ها می‌پرداخت. در سال ۱۹۷۳ اقدام نیروی هوایی را در طرح خرید ۲۰۰ توله سگ بیگل، برداشتن تارهای صوتی این حیوانات و انجام آزمایش گازهای سمی بر روی آنها را مورد انتقاد قرار داد. پس از آنکه آسپین آشکارا کمپین انتقادی علیه نیروی هوایی تشکیل داد، مردم خشمگین تعداد بیشماری نامه به وزارت دفاع ارسال کردند؛ تعداد این نامه‌ها از تمام درخواست‌هایی که در رابطه با موضوعات دیگر وجود داشت، بسیار بیشتر بود. در ماه مارس ۱۹۷۴، آسپین در دانشگاه براوان به مخاطبانش، وسلی کلارک که بعدها به یکی از ژنرال‌های چهار ستاره ارتش تبدیل شد و همچنین چهار دانشجوی وست پوینت چنین گفت: «شما، افسر جوان و چهار دانشجویی که اینجا نشسته‌اید، در تمام سال‌های زندگی‌تان دیگر هرگز شاهد مداخله کشورمان در امور سایر کشورها نخواهید بود. ما از امروز درس گرفته‌ایم.»
در سال ۱۹۸۵ او به سمت رئیس کمیته نیروهای مسلح منصوب شد از آسپین به عنوان یک شخص پیشگام در حوزه دفاعی نام برده می‌شد. ریاست او بر این کمیته، بروز اختلاف در میان برخی از نمایندگان دموکرات مجلس را در پی داشت چرا که وی از سیاست‌های دولت ریگان در خصوص موشک‌های MX و کمک به شورشیان نیکاراگوئه حمایت می‌کرد. از این رو او در ژانویه ۱۹۸۷‏ برای مدت کوتاهی از این سمت کنار گذاشته شد ولی با پشت سر گذاشتن این بحران، سه هفته بعد بار دیگر ریاست این کمیته را در دست گرفت. در ژانویه ۱۹۹۱ دوباره میان آسپین و دموکرات‌ها بر سر مقاله او و حمایتش از اقدام نظامی دولت بوش برای بیرون راندن عراق از کویت، جدایی افتاد. صحت پیش‌بینی او در خصوص اینکه آمریکا با تلفات اندک و طی مدت کوتاهی می‌تواند در این نبرد به پیروزی برسد بر شهرت وی به عنوان کارشناس نظامی افزود.

## ماه‌های پایانی حیات و مرگ وی
آسپین پس از کناره‌گیری از خدمت به جمع اساتید گروه مطالعات بین‌الملل دانشگاه مارکت در واشینگتن پیوست و به عضویت هیئت مدیره اندیشکده هنری ال. استیمسون مستقر در واشینگتن نیز درآمد. در ماه مارس وی عضو کمیسیون وظایف و مأموریت‌ها شد و در ماه مه از سوی کلینتون به ریاست هیئت مشاوران اطلاعات خارجی ریاست‌جمهوری منصوب شد. در مارس ۱۹۹۵ او کار خود را به عنوان رئیس گروه مطالعاتی وظایف و قابلیت‌های جامعه اطلاعاتی آمریکا آغاز کرد.
آسپین در سالهای آخر حیات به واسطه یک نوع بیماری قلبی مادرزادی (هیپرتروفی نامتقارن سپتوم؛ کاردیومیوپاتی هیپرتروفیک/کاردیومیوپاتی انسدادی) دچار مشکلات زیادی شده بود. زمانی که در وزارت دفاع مشغول کار بود لازم شد با بستری در بیمارستان، یک ضربان‌ساز در قلب او تعبیه شود. این نارسایی قلبی در می ۱۹۹۵ و در پی بروز سکته تشدید و منجر به مرگ او در ۲۱ ماه مه ۱۹۹۵ در واشیگنتن شد. آسپین در گورستان بروکفیلد واقع در مموریال پارک ایالت ویسکانسین به خاک سپرده شد.
دانشگاه مارکت مرکز آموزشی علوم سیاسی لز آسپین را به افتخار او نامگذاری کرده‌است.